# Constantin Teașcă
Constantin "Titi" Teașcă, né le 25 septembre 1922 à Giurgiu et mort le 30 juillet 1996, est un entraîneur de football roumain.

## Carrière
Teașcă réalise une carrière modeste de footballeur. Il réalise ensuite une longue carrière d'entraîneur, au cours laquelle il dirige notamment l'équipe nationale roumaine à deux reprises en 1962 et 1967, le Fenerbahçe SK en 1970-1971 et le FC Steaua Bucarest en 1974-1975.

## Palmarès

### Entraîneur
| - Dinamo Bucarest - Championnat de Roumanie : - Vainqueur : 1962. |  |  | - Fenerbahçe - Championnat de Turquie : - Vice-champion : 1971. |  |  | - Universitatea Craiova - Coupe de Roumanie : - Vainqueur : 1977. |

### Ouvrages dont il est auteur
- (ro) Constantin Teaşcă, Fotbal și fotbaliști la diferite meridiane, Editura Uniunii de cultură Fizică şi Sport, 1962, 303 p.
- (ro) Constantin Teaşcă, Fotbal la poalele Cordilierilor, Editura Uniunii de cultură Fizică şi Sport, 1965, 296 p.
- (ro) Constantin Teaşcă, Din nou pe meridianele fotbalului, Editura Uniunii de cultură Fizică şi Sport, 1967, 352 p.
- (ro) Constantin Teaşcă, Ce rău v-am făcut?, Junimea, 1976, 440 p.
- (ro) Constantin Teaşcă, Păpușarii, Cartea Românească, 1984, 237 p.
- (ro) Constantin Teaşcă, Competiții de neuitat, Sport-Turism, 1989, 254 p. (ISBN 9734101242)

### Autres auteurs
- (ro) George Mihalache, "Piticul" și restul lumii - Dialog la "gura sobei" cu Titi Teaşcă, Carro, 1998, 145 p. (ISBN 9739775160)